# Avenida Cidade de Lisboa
L'avenue de Lisbonne (en portugais : Avenida Cidade de Lisboa) est une rue des quartiers de Várzea et Chã de Areia à Praia au Cap-Vert

## Présentation
L’avenue est l'une des artères principales de la ville. La rue doit son nom au jumelage de la ville de Praia avec la ville de Lisbonne, au Portugal.
Elle s'étend du sud au nord, à l'ouest du Plateau (centre-ville). 
Le défilé annuel du carnaval a lieu sur l'Avenida Cidade de Lisboa.

## Bâtiments de l’avenue
Les bâtiments remarquables de l’avenue:
- Palais du Gouvernement
- Stade de Várzea
- Auditorium national
- Bibliothèque nationale du Cap-Vert[1]
- Marché de Sucupira[1]

## Galerie

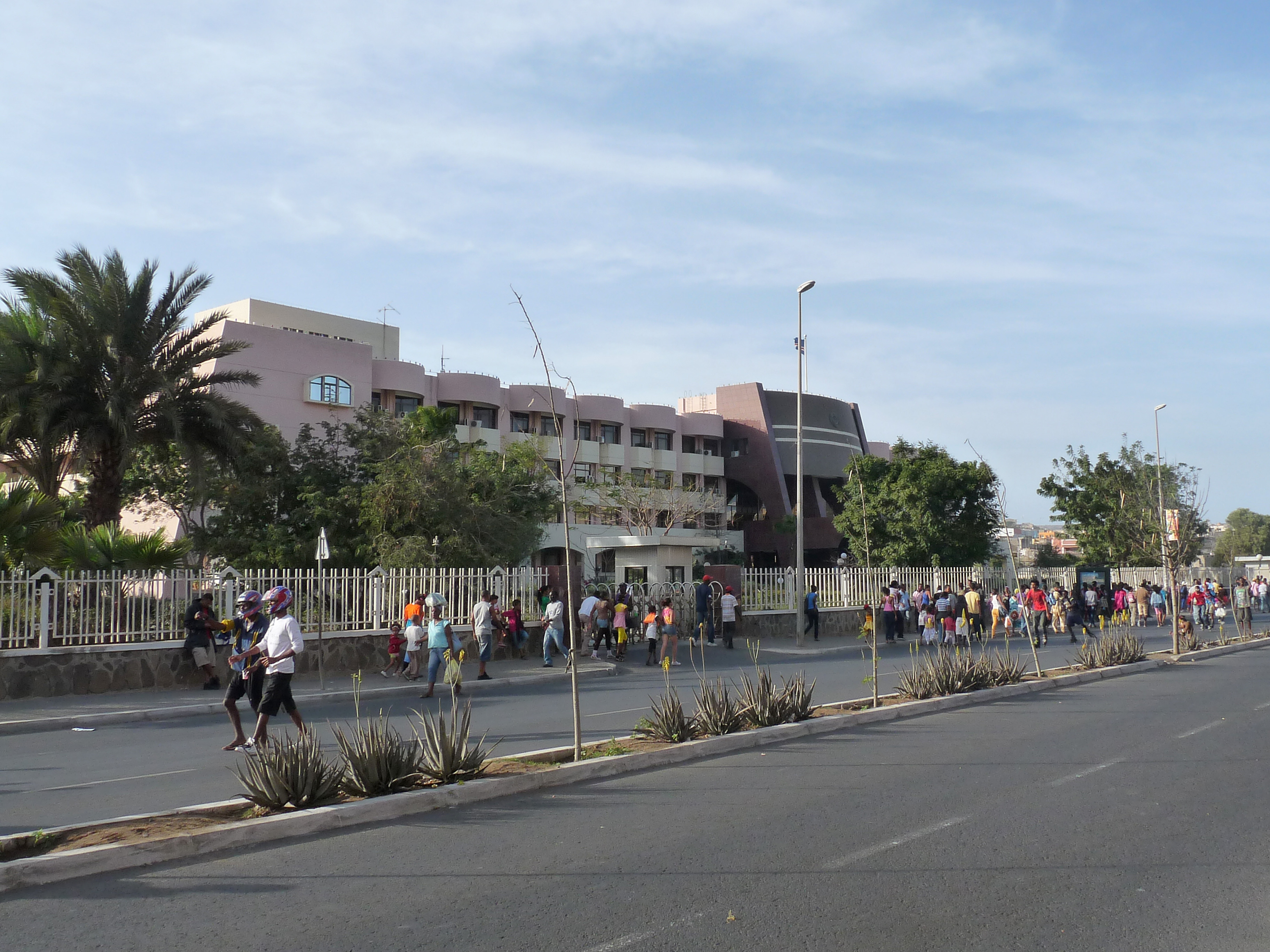
Palais du Gouvernement.
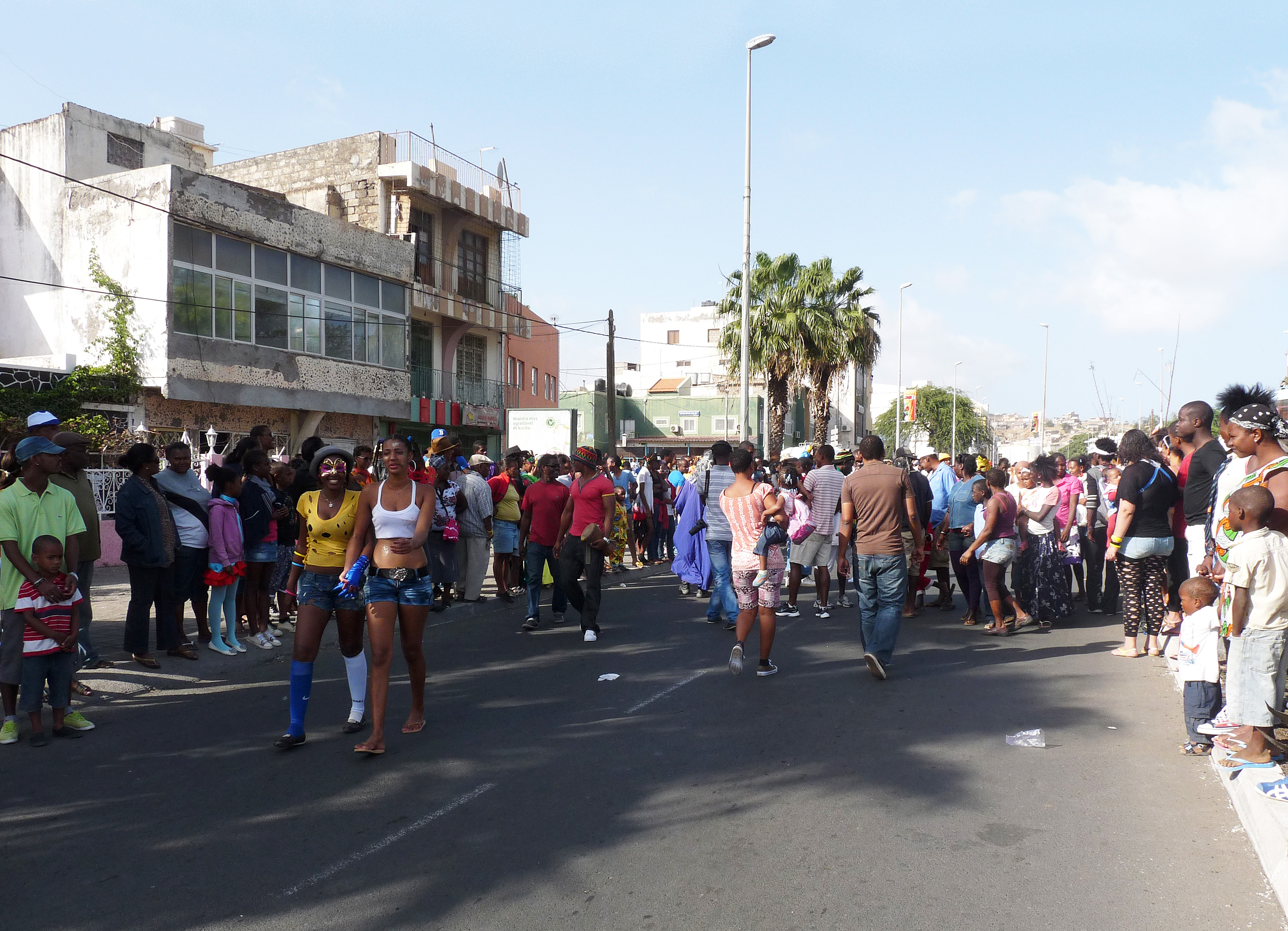
L’avenue durant le carnaval de 2012.
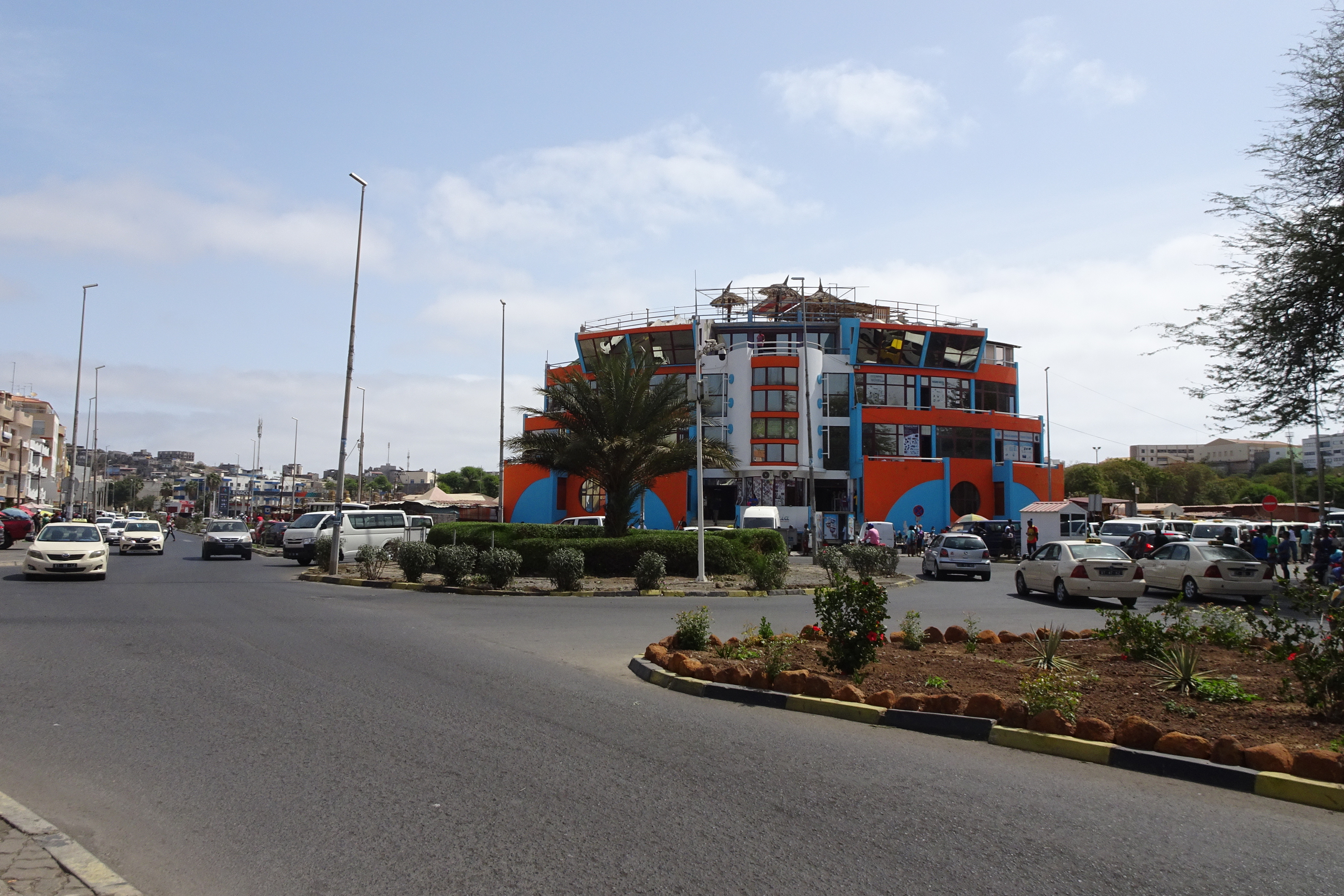
Immeuble Sucupira 2.
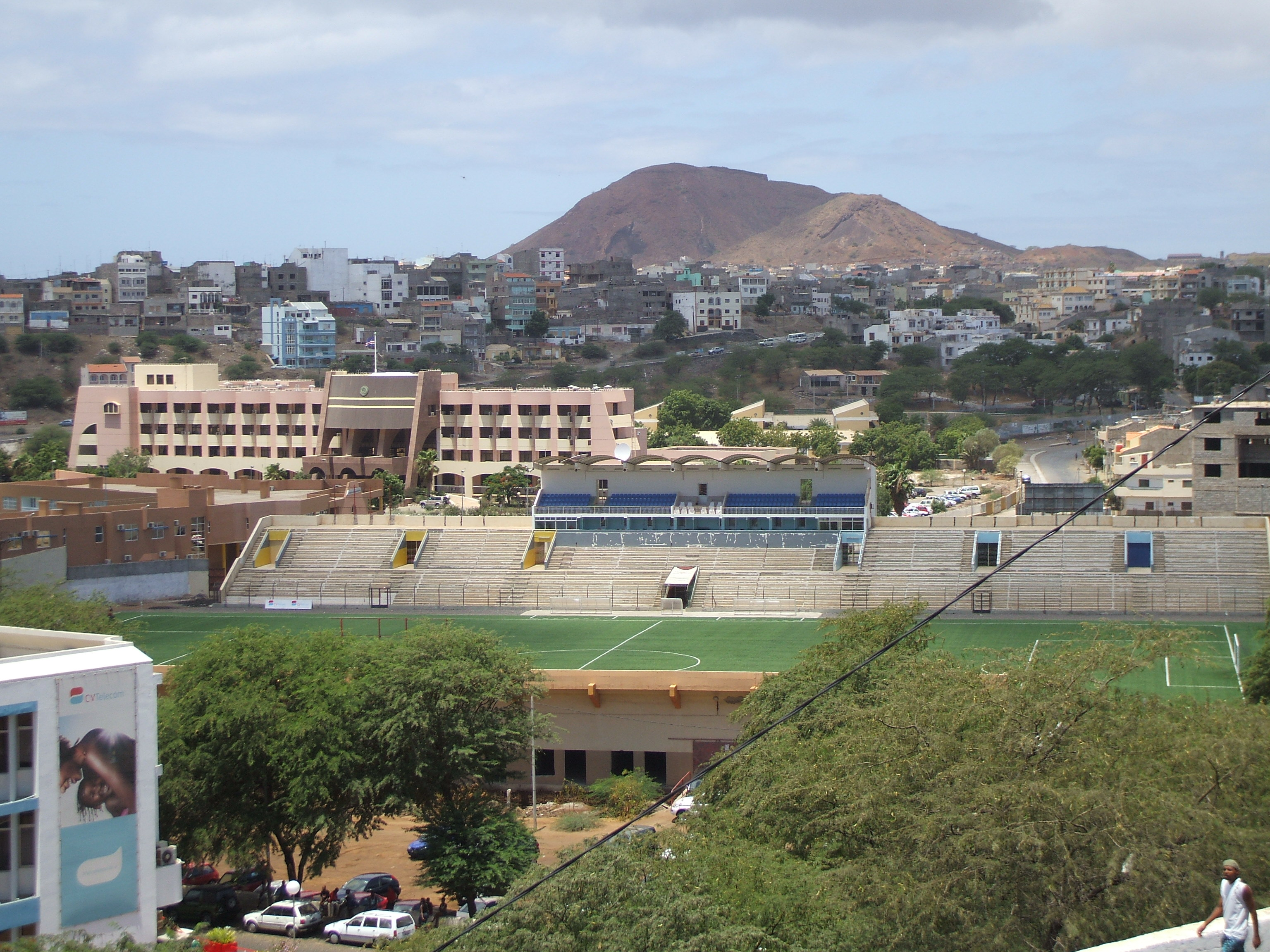
Stade de Várzea.